# Andorra na Zimních olympijských hrách 2010
Andorra se v roce 2010 zúčastnila již devatenácté olympiády, z toho desáté zimní. Země stále ještě nemá svoji první medaili, i přesto, že se olympiád účastní nepřetržitě od roku 1976.

## Alpské lyžování
- Mireeia Gutierrez
Ve sjezdu skončila na 28. místě s časem 1:52.87 (8.38 ztráty na vítěze).
V super kombinaci skončila na 25. místě s časem 1:29.16 (39.9 ztráty na vítěze).
V obřím slalomu ani super obřím slalomu nedojela do cíle.
- Sofie Juarez
V obřím slalomu ani super obřím slalomu nedojela do cíle.
- Kevin Esteve Rigail
Ve sjezdu skončil na 47. místě s časem 1:59.61 (5.29 ztráty na vítěze).
V super kombinaci nedojel do cíle.
V super obřím slalomu skončil na 39. místě s časem 1:35.67 (5.33 ztráty na vítěze).
- Roger Vidosa
Ve sjezdu skončil na 48. místě s časem 1:59.65 (5.33 ztráty na vítěze).
V super kombinaci skončil na 25. místě s časem 2:50.33 (5.41 ztráty na vítěze).
V obřím slalomu nedojel do cíle.
V super obřím slalomu skončil na 33. místě s časem 1:33.65 (3.33 ztráty na vítěze).

## Běh na lyžích
- Francesc Soulie
V běhu na 15 km skončil na 73. místě s časem 38:36.0 (5:00.3 ztráty na vítěze).
Ve sprintu skončil na 56. místě s časem 3:55.22 takže do dalších částí závodu nepostoupil.
V běhu na 50 km skončil na 47. místě s časem 2:25:00.8 (19:65.3 ztráty na vítěze).

## Snowboarding
- Lluis Marin Tarroch
V kvalifikaci Snowboardcrossu skončil na 34. místě s časem 1:47.36 a do dalších částí závodu tak nepostoupil.